# انظر إلى الحالمين
انظر إلى الحالمين هي أول رواية للكاتب إيمبولو مبوي صدرت عام 2016.  تعرض الرواية تفاصيل تجارب عائلتين من مدينة نيويورك خلال الأزمة المالية عام 2008 : عائلة مهاجرة من الكاميرون وعائلة جونغا وأرباب عملهم الأثرياء عائلة إدواردز.

## الحبكة
تبدأ الرواية في خريف عام 2007 بمقابلة مع مهاجر من الكاميرون جيندي جونغا، الذي يأمل أن يقبل في وضيفة سائق للمدير التنفيذي لبنك ليمان براذرز كلارك إدواردز. تكون وظيفة جونغا كافية لدفع الرسوم الجامعية لزوجته وإرسال الأموال إلى الوطن حتى يهدد إفلاس بنك ليمان براذرز كلا العائلتين. ويسعى جيندي جونغا أيضا للحصول على الإقامة الدائمة من خلال طلب لجوء زائف.   

## المواضيع الرئيسية
في رواية مبو، تشعر الأسرة المهاجرة بالارتباك بسبب الانتقال إلى مكان جديد وتجد نفسها تتغير استجابة للأوضاع، وهو ما يسمى "نظرة جديدة لتجربة المهاجرين". 

### التطوير
فقدت مبو وظيفتها في أعقاب الأزمة المالية عام 2008 وظلت عاطلة عن العمل لمدة عام ونصف. كتبت الرواية لتشرح فهمها الجديد بأن "الحلم الأمريكي ليس في متناول الجميع". استلهمت مبوي كتابة انظر إلى الحالمين بعد مرورها بمركز تايم وارنر في دائرة كولومبوس، حيث لاحظت سائقين سود ينتظرون المديرين التنفيذيين البيض وتساءلت عن "تقاطع حياتهم".
أُلهمت مبوي أن تصبح كاتبة بعد قراءة رواية توني موريسون أغنية سليمان، والتي التقطتها لأنها وضعت على رف منفصل في مكتبة فولز تشيرش بعد اختيارها لنادي أوبرا للكتاب.  كُتبت الرواية على مدى خمس سنوات  دون إخبار الأصدقاء أو العائلة، ولم يقرأها أحد قبل نشرها. 
في عام 2014، وقعت مبوي صفقة بقيمة مليون دولار مع مطبعة رندم هاوس من أجل رواية انظر إلى الحالمين والذي كان حينها بعنوان أشواق جيندي جونغا.   تنسب مبوي الفضل إلى سطر من قصيدة لانغستون هيوز "دع أمريكا تكون أمريكا مرة أخرى" لإستلهام العنوان المُنقح. 

### تاريخ النشر
- — (2016). انظر إلى الحالمي (ط. 1st hdbk). راندوم هاوس. ISBN:978-0812998481.

### تفاصيل تقنية
صُمم غلاف الطبعة الأمريكية الأولى وتعديلها بواسطة جايا ميسيلي. منذ نشرها لأول مرة تُرجمت الرواية إلى إحدى عشرة لغة. 

## الاستقبال
وصفتها كريستينا هنريكيز التي تكتب لصحيفة نيويورك تايمز بأنها "رواية رحبة وذات قلب كبير" وأشادت بكتابة مبوي باعتبارها مليئة "بثقة ودفء كبيرين".  كتب رون تشارلز ناقد الكتب في صحيفة الواشنطن بوست أن مبو كانت "راوية ذكية وآسرة" وقال إن الرواية تجنبت الكليشيهات المرتبطة بمعظم قصص المهاجرين: "تحقق مبو شيئًا جديدًا وثاقبًا هنا". 

### الجوائز والتقدير
وفي عام 2017، فازت بجائزة بان/فولكنر عن هذه الرواية. وفي يونيو 2017، اختيرت أيضًا من قبل أوبرا وينفري لنادي الكتاب الخاص بها. 
في عام 2022، أُدرجت رواية انظر إلى الحالمين في قائمة قراءة اليوبيل الكبير التي تضم 70 كتابًا لمؤلفي الكومنولث، والتي اختيرت للاحتفال باليوبيل البلاتيني لإليزابيث الثانية. 

## الروابط الخارجية
- "Behold the Dreamers (Oprah's Book Club)". Random House. 2017. مؤرشف من الأصل في 2024-05-11. اطلع عليه بتاريخ 2017-11-09.

### التعليقات
- Steinitz, Rebecca (19 أغسطس 2016). "The American Dream deferred in 'Behold the Dreamers'". Boston Globe. مؤرشف من الأصل في 2024-05-11. اطلع عليه بتاريخ 2017-11-09.
- Schaub, Michael (24 أغسطس 2016). "Newly American 'Dreamers' Are Torn Between Love And Disappointment". NPR. مؤرشف من الأصل في 2023-10-17. اطلع عليه بتاريخ 2017-11-09.
- Cha, Steph (27 أغسطس 2016). "Immigrant family's American Dream shatters in Mbue's novel". USA Today. مؤرشف من الأصل في 2023-05-03. اطلع عليه بتاريخ 2017-11-09.
- Onozu, Chibundu (4 أغسطس 2017). "Behold the Dreamers by Imbolo Mbue review - an impressive debut". The Guardian. اطلع عليه بتاريخ 2017-11-09.

### مقابلات
- Imbolo Mbue (5 مايو 2017). "In 'Behold the Dreamers,' the American dream and immigrant reality collide" (Interview). مقابلة مع Jeffrey Brown. PBS NewsHour. مؤرشف من الأصل في 2024-05-12. اطلع عليه بتاريخ 2017-11-09.